# Stollbergstraße 20

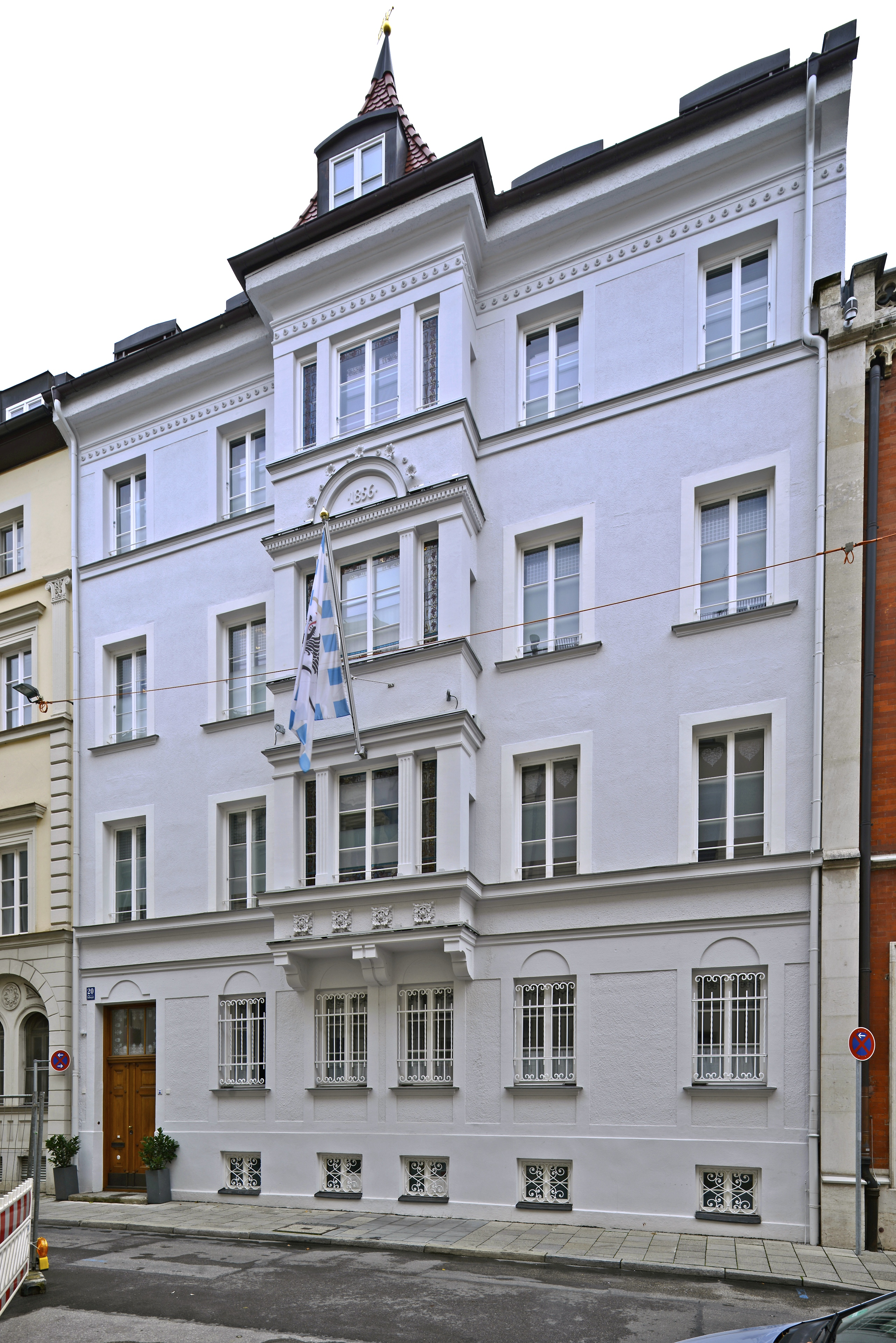
Stollbergstraße 20, Vorderseite

Das Gebäude Stollbergstraße 20 befindet sich in der Altstadt der bayerischen Landeshauptstadt München. Haupt- und Nebengebäude gehörten zum Denkmal-Ensemble der Münchner Altstadt.

## Stollbergstraße
Die Stollbergstraße wurde im Jahre 1968 nach Georg Stollberg (1853–1926), Intendant des Schauspielhauses an der Maximilianstraße (heutige Münchner Kammerspiele) und langjähriger Direktor des Theaters am Gärtnerplatz, benannt. Sie führt von der Herrnstraße zur Maximilianstraße. Die Straße war ehemals der nordwestliche Abschnitt der Kanalstraße, die durch die Anlage des Altstadtrings (Abschnitt Thomas-Wimmer-Ring) von dem noch den alten Namen tragenden Ostteil abgetrennt und am südlichen Ende zur Herrnstraße durchgebrochen wurde. Wie ihre nördliche Fortsetzung jenseits der Maximilianstraße, die Herzog-Rudolf-Straße, entspricht ihr Verlauf dem Graben an der Außenseite der vormaligen Wallbefestigung aus der ersten Hälfte des 17. Jahrhunderts.

## Geschichte und Architektur des Gebäudes
Das ursprünglich dreigeschossige Wohnhaus auf quadratischem Grundriss wurde 1856 im Auftrag von Julius Grubert, Geschäftsführer der Palmschen Hofbuchhandlung, nach Entwurf von Matthias Berger und unter Oberaufsicht von Friedrich Bürklein ausgeführt. Der von Berger signierte, von Bürklein geprüfte originale Fassadenriss zeigt eine sparsame Gliederung im Maximilianstil, mit gotisierenden Elementen am flachen, mit einem Spitzhelm bekrönten Mittelerker. Hofseitig war der Bau um ein niedriges Geschoss höher. Bemerkenswert ist, dass das Fundament des Gebäudes teilweise auf den Überresten der vormaligen Wallbefestigung der Innenstadt aufgebaut wurde. Im Jahre 1890 erfolgte durch den Architekten Emil Ludwig hofseitig eine Erhöhung des bestehenden niedrigen Geschosses. Auch straßenseitig wurde das Haus um drei Zimmer aufgestockt. Aus derselben Zeit stammt vermutlich auch die Neurenaissancegliederung der Fassade, die später jedoch vereinfacht wurde. In der Mitte der Rückseite wurde 1900 ein Bodenerker angebaut (Küchenerweiterung), südlich daneben 1905 eine Altane durch die Firma Heilmann & Littmann. Im historischen Garten befindet sich ein kleines Teehäuschen aus dem 19. Jahrhundert. Auf der originalen Deckenbemalung sind fliegende Vögel sowie Blätter dargestellt.

## Sanierung und heutige Nutzung
Im Jahre 2013 wurde das Gebäude von der privaten Investmentgesellschaft des Unternehmers Peter Löw erworben und nach den Vorgaben des Denkmalschutzes saniert. Gebäudeelemente mit historischer Bedeutung wurden bewahrt, darunter originale Türrahmen und Kämpferfenster, sowie Stuck und Holzböden aus dem späten 18. Jahrhundert. Aufgrund des tiefgreifenden Eingriffs in Bestand und Konstruktion wurde es am 22. Dezember 2014 aus der Denkmalliste gestrichen.